# Massís (Armènia)
Massís (en armeni, Մասիս) és una ciutat i centre administratiu del municipi de Massís, a la Província d'Ararat, a Armènia. Està localitzada a la riba dreta del riu Hrazdan, a 9 km al sud-oest de Yerevan en direcció al mont Ararat. La ciutat té una estació de ferrocarril de l'antiga línia que unia Yerevan amb la República Autònoma Socialista Soviètica de Nakhixevan fins que es va tancar la frontera amb l'Azerbaidjan.
Massís és un dels pobles armenis més propers al mont Ararat i al Petit Ararat. Aquestes montanyes són visibles des de gran part de la ciutat.
Segons el cens del 2011, la ciutat tenia 20.215 habitants. Segons estimacions oficials del 2016, la ciutat tenia 18.500 habitants. Segons el cens del 2022, en tenia 20.081, cosa que la convertia en la més poblada de la província d'Ararat.

## Etimologia
Massís és el nom en armeni per a referir-se al pic del Mont Ararat. Segons la "Història d'Armènia" (atribuida a Moisès de Khorèn) el n om deriva del rei Amasia, el rebesnet del patriarca armeni Haik, del qual es diu que va anomenar la muntanya Massís degut al seu propi nom.

## Geografia i clima
Massís està ubicada a la Plana de l'Ararat, a la riba dreta del riu Hrazdan, 16 km al sud-oest de Yerevan, a la carretera en direcció a l'antiga ciutat d'Artàxata. Està a 854 metres per damunt del nivell del mar.
L'estiu, en general, és curt, però calorós a Massís. L'hivern és llarg i molt fred.

## Població
L'evolució històrica de la població de Massís és la següent:
| any  | habitants |
| 1897 | 2.800     |
| 1926 | 2.089     |
| 1939 | 1.196     |
| 1959 | 3.138     |
| 1970 | 4.961     |
| 1975 | 8.142     |
| 1980 | 13.248    |
| 2001 | 21.376    |
| 2004 | 20.215    |
| 2022 | 20.081    |
| ---- | --------- |

## Història

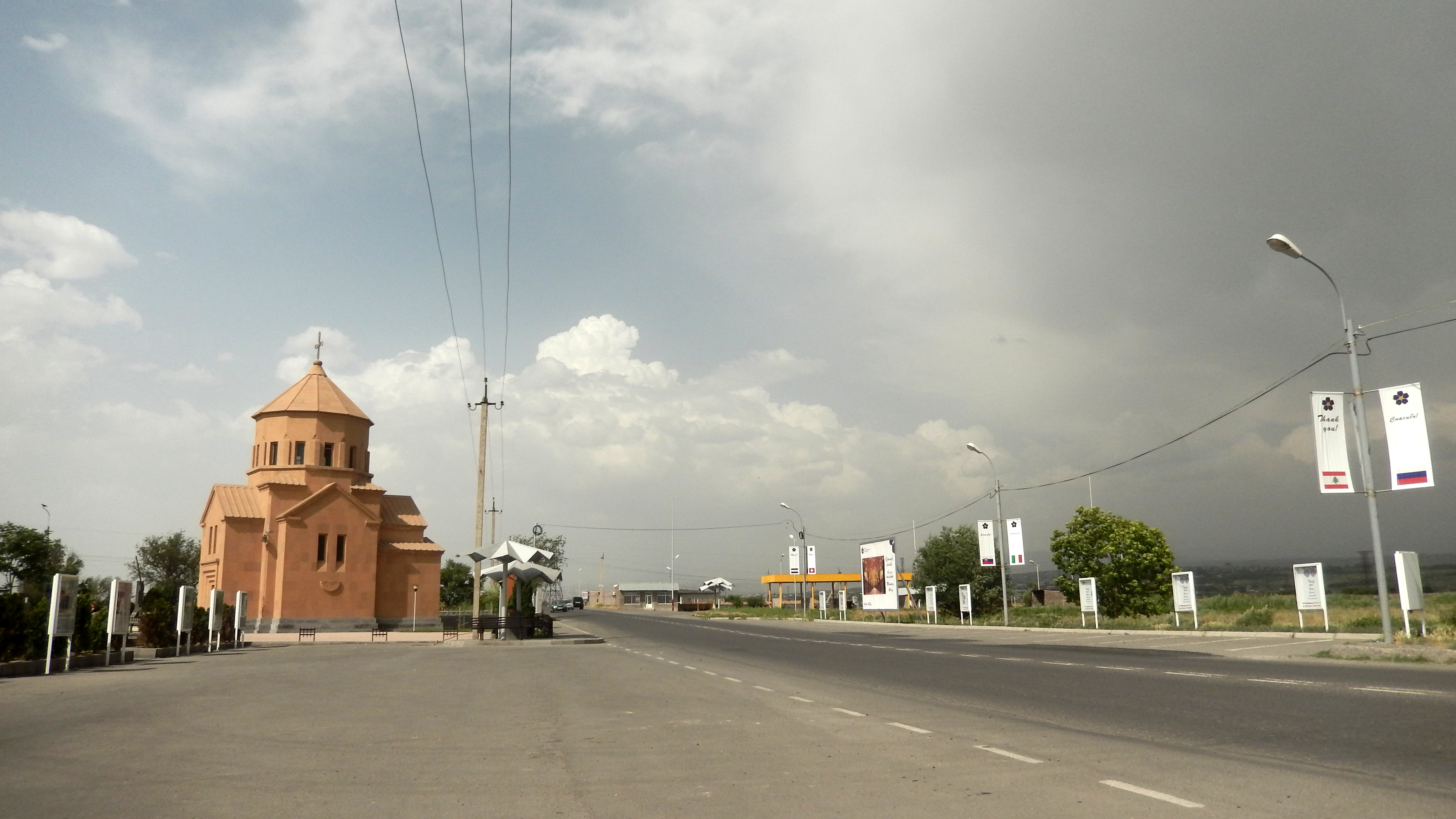
Església de Sant Jordi

Històricament, el territori de l’actual Massís s’incloïa dins del cantó de Vostan Hayots de l’antiga província d’Airarat de l’Armènia Antiga.

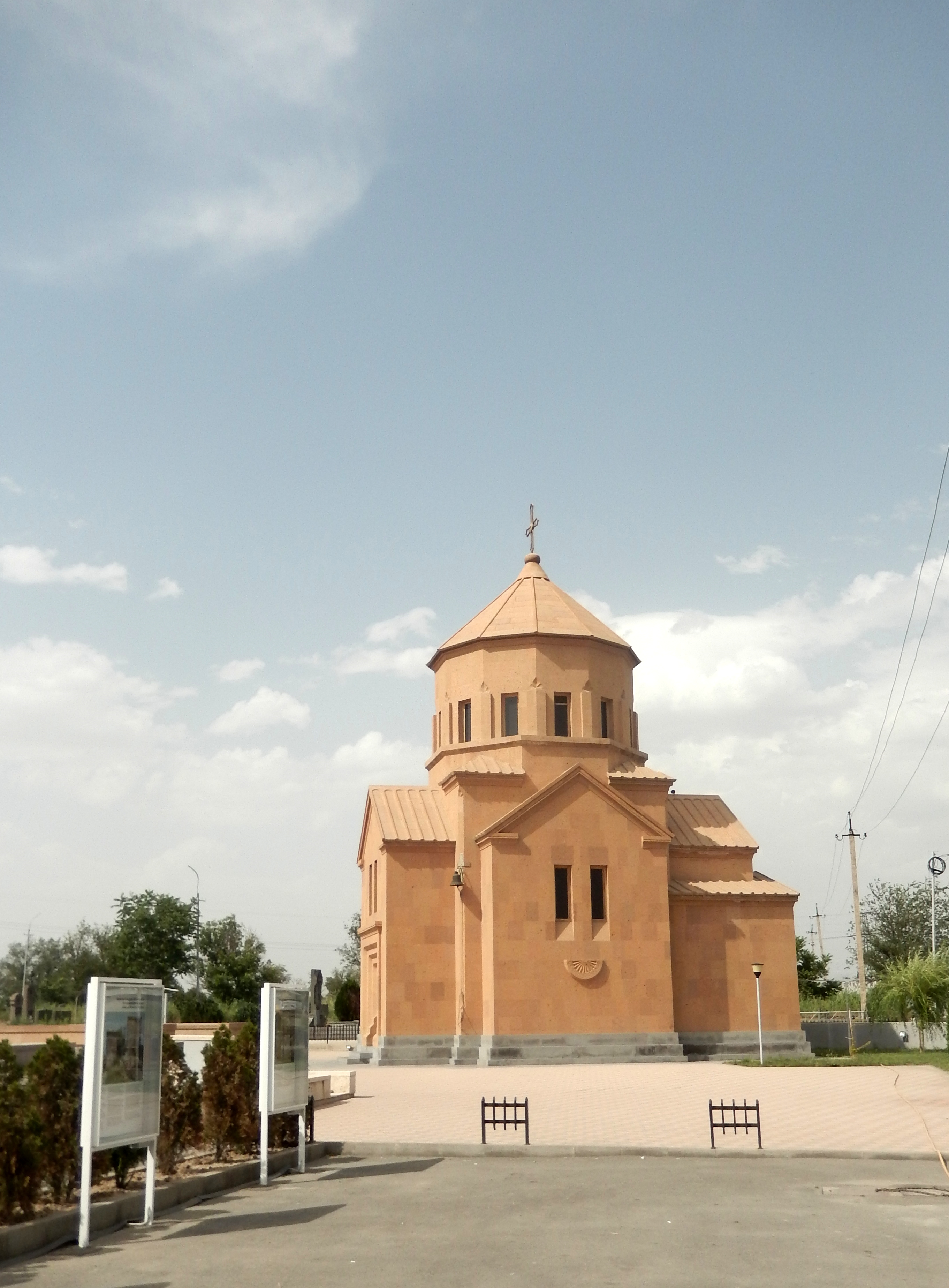
Església de Sant Jordi

Al principi de la seva història, Massís estava format per tres pobles: Narimanlu, Zangibasar i Ulukhanlu. Durant el període de la Primera República d’Armènia (1918–1920), la població musulmana turcoparlant de Zangibasar i d’altres poblacions properes, amb el suport de la República Democràtica de l’Azerbaidjan, es va revoltar contra les autoritats armènies amb la intenció d’annexar la zona a l’Azerbaidjan. Després d’emetre un ultimàtum als rebels perquè se sotmetessin al govern armeni —petició que fou rebutjada—, les forces armènies van recuperar el control de Zangibasar el 20 de juny de 1920 i van expulsar part de la població turca del poble. En canvi, la població turca d’Ulukhanlu va romandre lleial al govern armeni.
Massís fou oficialment fundat pel govern soviètic l’any 1953 amb el nom de Hrazdan, arran de la fusió dels pobles de Narimanlu, Zangibasar i Ulukhanlu. L’any 1969, l’assentament va ser rebatejat amb el nom de Massís per convertir-se en el centre del recentment reconstituït districte de Massís (anteriorment conegut com a districte de Zangibasar entre 1937 i 1953, any de la seva abolició). En un termini de dos anys, el 1971, Massís obtingué l’estatus d’assentament de tipus urbà.
Durant els anys de règim soviètic, l’assentament es va desenvolupar com a centre de productes agrícoles i indústries lleugeres. Progressivament esdevingué seu de diverses empreses importants, com la fàbrica de mobles Al. Miasnikian, la unitat de Massís de la fàbrica de catifes de Ierevan, així com una sucursal de la planta de fabricació de paper de Ierevan.
Després de la dissolució de la Unió Soviètica, Massís fou reconeguda com a ciutat dins la nova província d’Ararat, d’acord amb la nova llei sobre l’administració territorial de la República d’Armènia aprovada l’any 1995.

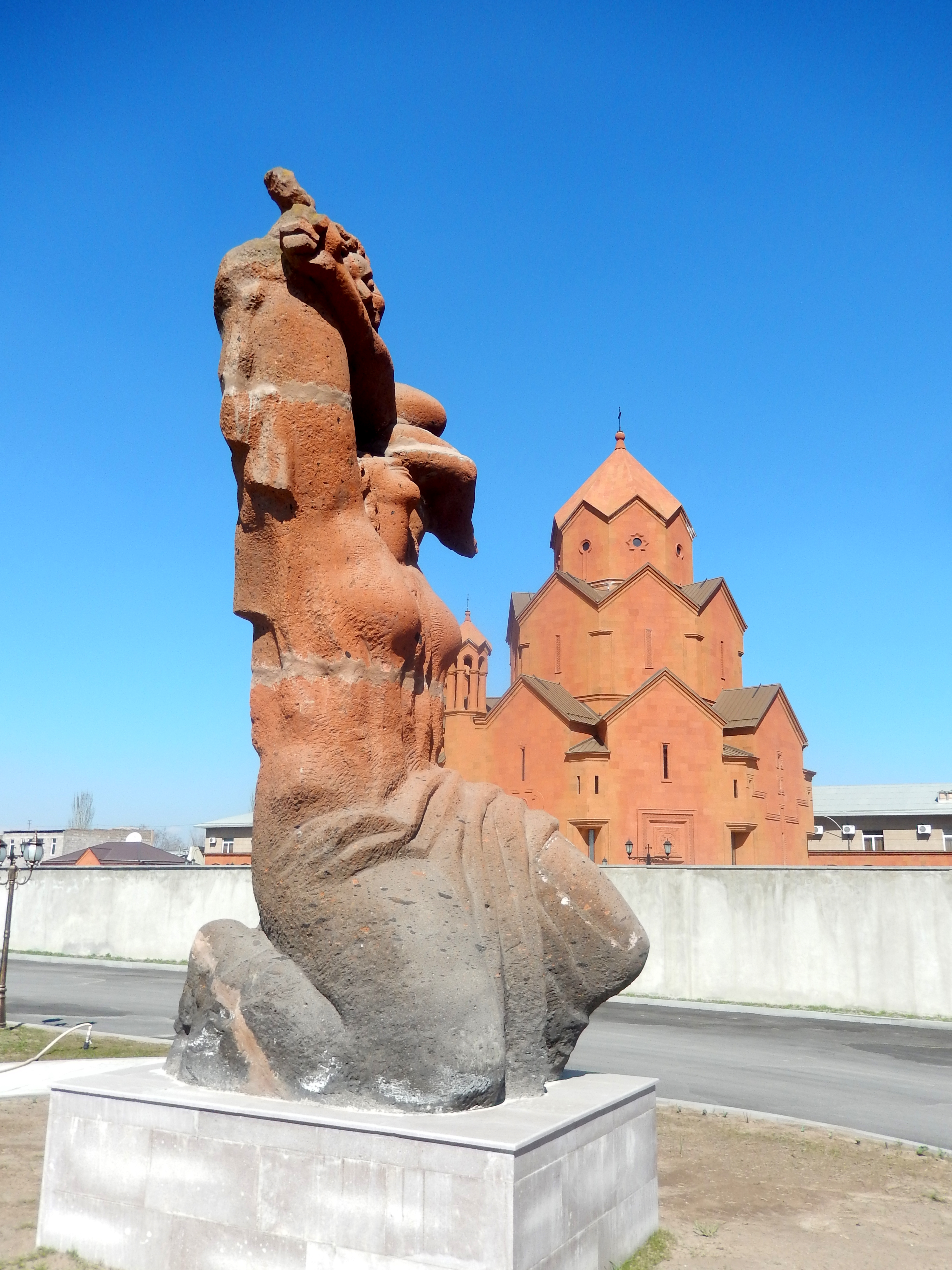
Monument a la mare i el fill i església de Sant Tadeus

Massís està connectada amb diversos pobles que s’estenen fins al riu Araxes, a la frontera amb Turquia. Durant la nit, és possible veure les llums de nombrosos pobles kurds situats als vessants del mont Ararat, al territori turc.

## Cultura
Massís té la capella de Sant Tadeu del segle XVI i l'església de la Sagrada Mare de Déu del segle XIX.
A la ciutat hi ha unan biblioteca pública i una escola de música. El 1983 s'hi va eregir un monument dedicat a la Segona Guerra Mundial.

## Transports
Massís té una estació de ferrocarril de l'antiga línia de ferrocarril que connectava Yerevan amb Nakhxivan i Iran durant l'època soviètica. Però l'estació resta abandonada des de la dissolució de la URSS. L'autopista M-2 passa per l'est de la ciutat.

## Economia

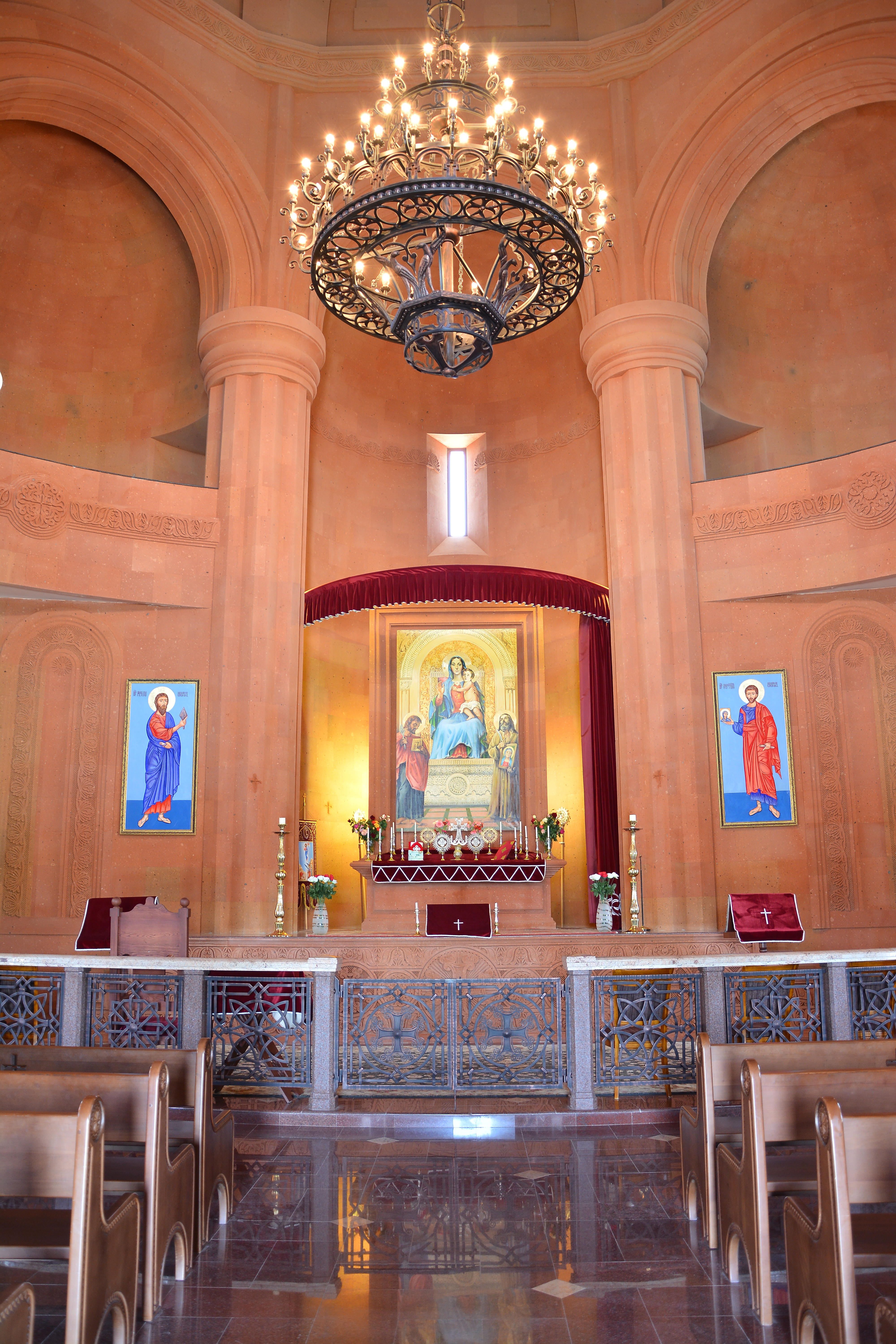
Interior de l'església de Sant Tadeus

El districte industrial de la ciutat està a l'oest de la mateixa. Gran part de la indústria soviètica fou abandonada després de la independència d'Armènia. A l'actualitat la ciutat és l'epicentre de la fabricació de tabacs a la Transcaucàsia i hi ha dues fàbriques importants.
També té industría de fabricació de capses de cartró i d'impremta, de materials de construcció, farmacèutica i d'elaboració d'objectes de fusta.
A Massís hi ha l'escorxador més gran del país. Fou fundat el 2015 i és el primer escorxador del país que va oferir productes amb certificació Halal.

## Educació
El 2017 Massís tenia 6 escoles públiques i 6 llars d'infants. També és la seu del Masis State Agricultural College.

## Esports
Fins a l'any 1994, a la ciutat hi havia el club Massís FC.
El 2016 s'inaugurà l'escola esportiva per a infants i joves. El 8 de març del 2017 es va construir el  nou centre esporti de la ciutat. Aquest té camps de mini-futbol, bàsquetbol, esports a l'aire lliure i un camp de joc infantil.

## Personalitats notables
- Armèn Nazarian, bi-campió olímpic de Lluita grecoromana amb Armènia i Bulgària.
- Arsèn Harutiunian, 4 vegades campió europeu de lluita lliure.
- Edgar Stepanian, ciclista en pista.